# Иегуда бен Моше
Иегуда́ бен Моше́ ха-Коэ́н (исп. Yehudá ben Moshe ha-Kohén) — еврейский астроном, врач и переводчик XIII века. Личный врач кастильского короля Альфонсо X Мудрого. Известен как один из авторов астрономических «Альфонсовых таблиц». Участник Толедской школы переводчиков, перевёл с арабского и иврита на испанский множество важных научных работ. Среди его переводов — сборник Libros del saber de astronomía («Книги знаний по астрономии») и Libro De Las Cruzes («Книга крестов»). Как раввин толедской синагоги пользовался большим авторитетом в еврейской общине Кастилии.
Подробности его биографии неизвестны. Существует рассказ о том, как Диниш I, наследный принц Португалии, тяжело заболел, и ни один врач не был в состоянии диагностировать и излечить его недуг. Придворный священник убеждал короля, что принц наказан Богом за дружелюбное отношение к иудеям и использование их в своём правительстве. Еврейская община опасалась, что Португалия и союзная с ней Кастилия могут склониться к высылке евреев. Иегуда бен Моше отправился в Португалию, добился разрешения осмотреть пациента и пришёл к выводу, что принц страдал от тромбоза. Священник попытался добиться, чтобы король отказался от услуг Иегуды, но вмешался принц и решительно потребовал дать врачу шанс. Затем Иегуда провёл очень сложную операцию, жизнь принца была спасена, а угроза депортации евреев миновала.